# Kattguld

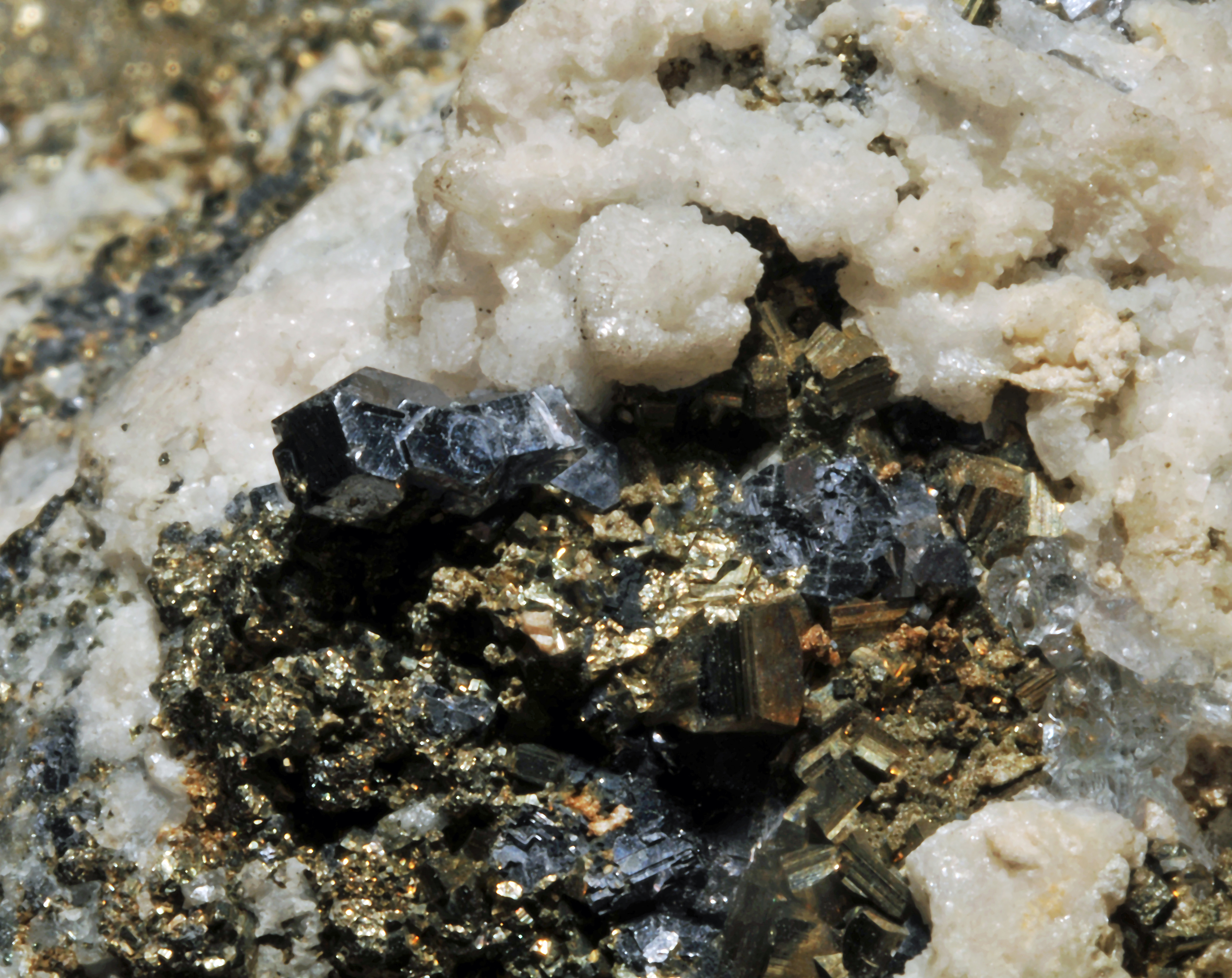
Mineralet pyrit, som ofta kallas kattguld i folkmun

Kattguld, en folklig benämning på olika guld- eller metallglänsande mineral som kan hittas i naturen. Det är i de flesta fall vittrad biotit eller muskovit (K(Mg,Fe)3(Al,Si)3O10(OH,F)2), en typ av glimmer. Även pyrit (svavelkis), ett mässingsgult, metallglänsande mineral innehållande järn och svavel (FeS2), kan förknippas med kattguld.
Vid vittring av glimmer urlakas en del kemiska komponenter, och färgen ändras från brunsvart till metallglänsande gul. Redan Carl von Linné (1707–1778) använde sig mycket ofta av detta uttryck. På engelska heter det fool's gold och på tyska Katzengold. 
Kattguld är ett nedsättande uttryck för något som förefaller äkta och värdefullt, men inte är det. Ett uttryck med liknande betydelse finns i det franska språket, "l'or des fous". Ursprunget till detta härrör sig från 1500-talet då den franske upptäcktsresanden Jacques Cartier kom till Kanada. Väl framme i Kanada fann han "ett berg av guld" och tillika "ett berg av diamanter". Han fyllde sina skepp med dessa dyrbarheter och återvände stolt till Frankrike, där det konstaterades att det förmodade "guldet" var kattguld och "diamanterna" var kvarts. Denna fadäs myntade uttrycket "Guld från Kanada" som är liktydigt med något värdelöst, med andra ord skräp.